# Washington Square
Washington Square es una novela de 1880 de Henry James. El libro fue adaptado a una obra de teatro, La heredera, que a su vez se convirtió en una película ganadora del Premio Óscar, protagonizada por Olivia de Havilland en el papel principal.

## Trasfondo
La trama de la novela se basa en una historia que la actriz británica Fanny Kemble le contó a James. Una entrada de 1879 en los cuadernos de James detalla un incidente en el que Kemble le contó a James sobre su hermano, quien perseguía románticamente a "una chica aburrida y común... que tenía una fortuna privada muy hermosa". 

## Argumento
La historia de Washington Square se cuenta con una perspectiva matizada de personajes con racionalizaciones individuales y, a veces, motivaciones no reveladas. Existe una ambigüedad en la lógica interna de los participantes en la historia y ninguno es descrito como un villano absoluto.
En Nueva York de la década de 1840, la ingenua e introvertida Catherine Sloper vive con su respetado padre médico, el Dr. Austin Sloper, en Washington Square, un barrio entonces recién establecido cerca de Greenwich Village. Después de la muerte de su esposa y su hijo, el Dr. Sloper cría a Catherine con su hermana viuda, la Sra. Penniman, quien está a cargo de la educación de Catherine. Aunque nunca se lo reveló directamente a Catherine, el doctor no tiene en alta estima su personalidad ni su apariencia, y la considera un sustituto barato de su madre. Esta evaluación nunca se cuestiona en la narrativa y Catherine es representada como un individuo sencillo y reservado.
Marian, la prima de Catherine, se compromete con un hombre llamado Arthur Townsend. En la fiesta de compromiso, Marian le presenta a Catherine al primo de Arthur, Morris, quien coquetea con ella durante toda la fiesta. Catherine poco a poco va conociendo a Morris, que es a la vez atractivo y encantador, y los dos comienzan un cortejo discreto. El Dr. Sloper se opone a la relación con sospechas de las intenciones de Townsend sobre la herencia de Catherine. Durante la cena, Sloper evalúa a Townsend y decide que no se puede confiar en él. A pesar de la protesta de su padre, Catherine continúa viendo a Townsend y la Sra. Penniman también se involucra en su relación. Cuando Catherine le revela a su padre que están comprometidos, el médico rechaza el matrimonio y amenaza con excluirla de su herencia.
Sloper lleva a su hija a Europa durante un año, con la esperanza de que se olvide de Townsend, mientras que la tía Penniman invita a Townsend a visitar la casa de los Sloper a menudo durante su ausencia. Mientras están en Suiza, Sloper intenta una vez más disuadir a Catherine de su compromiso, pero ella se niega a hacerlo, molestando a Sloper con su desobediencia. Una vez que los Sloper regresan a Nueva York, Townsend rompe su compromiso con Catherine racionalizando que sin su herencia completa ella estará en desventaja. Nunca se revela si sus intenciones fueron puras.
Frustrada por la intromisión de su tía y sin tener claras las motivaciones de su ex prometido, Catherine continúa su vida en su casa en Washington Square y nunca se casa. Cultiva un estilo de vida que incluye obras de caridad y el cuidado de su anciano padre. El Dr. Sloper le informa a Catherine de que desconfía de si algún día ella no se casará con Townsend, y que ha decidido disminuir su herencia como acto final de condena contra el hombre que rechaza.
Poco después de la muerte del Dr. Sloper, la tía Penniman organiza un último encuentro entre Townsend y Catherine. Ahora mayor y más sabia, ella rechaza sus insinuaciones y continúa su vida sin él. La historia termina sin develar las verdaderas intenciones de Townsend.

## Lista de personajes
- Austin Sloper: prestigioso médico estadounidense.
- Catherine Sloper: esposa de Austin, de soltera Catherine Harrington.
- Catherine Sloper, Sra.: hija de Austin y Catherine.
- Lavinia Penniman: hermana de Austin.
- Elizabeth Almond: hermana de Austin.
- Jefferson Almond: el marido de Elizabeth, un próspero comerciante.
- Marian Almond: hija de Jefferson y Elizabeth.
- Morris Townsend: el prometido de la Sra. Catherine, aborrecido por Austin.
- Arthur Townsend: primo de Morris, prometido de Marian.
- Sra. Montgomery: hermana viuda de Morris.

## Estructura
La obra está escrita desde la perspectiva de un narrador en primera persona, que suele dirigir sus comentarios directamente al lector.
La historia comienza a distancia de los personajes y describe los antecedentes de la familia Sloper. Luego, James cuenta en detalle la historia del romance de Catherine con Morris Townsend. Cuando Morris la abandona, el narrador cambia a un ángulo más amplio desde una distancia mayor. Como escribe el propio James: “Hasta ahora nuestra historia ha avanzado a pasos muy pequeños, pero a medida que se acerca a su fin ahora debe dar un paso gigante”.  Los últimos tres capítulos se cuentan en breves pasos y terminan con la viñeta de Catherine rechazando la renovada propuesta de Morris.

## Temas principales
La novela trata el tema básico del sentimiento personal en conflicto con la lealtad y la razón, que también se puede encontrar en otras novelas de Henry James. Catherine debe elegir entre su amor por Morris y la lealtad a su padre, mientras que el Dr. Sloper en su relación con Catherine se debate entre el ingenuo afecto de su hija y su dura experiencia de vida, que le dice que Morris es sólo un cazafortunas que busca su dinero. Trágicamente, sumerge a su hija en la desgracia para protegerla de ella.
Catherine crece a medida que avanza la historia y comprende cada vez más claramente su situación. “Desde su punto de vista, los hechos más significativos de la historia de su vida fueron que Morris Townsend había jugado con su amor y su padre había roto su tensión. Nada podría cambiar estos hechos, siempre estuvieron presentes, como su nombre, su edad, su rostro sin encanto.”  Catherine nunca será brillante, pero aprende a ver con claridad.
La historia se desarrolla en un círculo muy reducido de la clase alta de Nueva York. La riqueza y la reputación son las principales características que cuentan para los personajes de la novela. El tema del dinero juega un papel especial porque es el medio para dejar una huella en la sociedad. Irónicamente, aunque Catherine termina con algo de dinero, socialmente no significa nada. El dinero es también el principal problema que impulsa (por su parte) y obstaculiza (por parte de su padre) su relación con Morris.
Mona Simpson, The New Yorker, considera que "Su gran tema, por debajo, entre y alrededor de los complicados trucos y relaciones de sus personajes, es la terrible condición de no poder amar." 

## Relevancia literaria y crítica
El propio James no tenía muy buena opinión de la novela.  La describió como "pobre" y dijo: "Lo único bueno de la historia es la muchacha". Cerca del final de su vida, cuando seleccionó las obras a revisar para su edición culminante de Nueva York, no eligió Washington Square, descartándola como uno de sus “desventurados accidentes”. 
Edward Wagenknecht señaló que "ciertamente ha atraído una atención más favorable".  El crítico Donald Hall escribió: "A todo el mundo le gusta Washington Square, incluso a los denigradores de Henry James". 
La lenta pero inexorable evolución de Catherine hacia la independencia interior y la sabiduría ha cautivado tanto a críticos como a lectores. Robert Gale, por ejemplo, escribe: “James siempre menospreció esta excelente novela de fácil lectura, aunque en ella caracteriza brillantemente a los dos protagonistas. 

## Adaptaciones
- Ruth y Augustus Goetz adaptaron la novela al teatro como La heredera, presentada originalmente en Broadway en 1947 con Wendy Hiller como Catherine y Basil Rathbone como el Dr. Sloper, y reinterpretada varias veces desde entonces. [10]
- La obra fue adaptada al cine en 1949 y protagonizada por Olivia de Havilland como Catherine, Ralph Richardson como el Dr. Sloper y Montgomery Clift como Morris. Dirigida por William Wyler. Fue nominada a ocho premios de la Academia y ganó cuatro. [11]
- En 1972, el director mexicano José Luis Ibáñez hizo una versión cinematográfica titulada Victoria (basada en su propia adaptación con Jorge Font) y protagonizada por Julissa, Enrique Álvarez Félix, Guillermo Murray y Rita Macedo. Esta adaptación tiene lugar en la actual Ciudad de México y se toma libertades con el texto original. [12]
- Rudolf Nureyev coreografió un ballet de larga duración basado en la novela y con música de Charles Ives para el Ballet de la Ópera de París en 1985. El período de tiempo se actualizó a principios del siglo XX.[13]
- En 1992, el director filipino Carlos Siguion-Reyna dirigió una adaptación cinematográfica titulada Ikaw Pa Lang ang Minahal (Sólo tú ), protagonizada por Maricel Soriano como Adela (Catherine), Richard Gómez como David Javier (Morris Townsend), Eddie Gutiérrez como el Dr. Sevilla (Dr. Sloper) y Charito Solís como Tía Paula (tía Lavinia). El guion fue escrito por Raquel Villavicencio. [14]
- La directora polaca Agnieszka Holland filmó Washington Square en 1997, protagonizada por Jennifer Jason Leigh, Albert Finney y Ben Chaplin, con Maggie Smith como la Sra. Penniman. [15]
- La novela fue adaptada como ópera por Thomas Pasatieri en 1976. [16]
- En 2013, el dramaturgo John W. Lowell publicó una adaptación gai moderna llamada Sheridan Square. [17]
- La novela To Paradise de la autora estadounidense Hanya Yanagihara de 2022 estuvo fuertemente influenciada por Washington Square; la primera sección tomó el título de la novela y siguió vagamente la misma configuración, aunque reinventada en una Nueva York de la década de 1890 donde el matrimonio entre personas del mismo sexo es legal. [18]